# Club vélocipédique dionysien

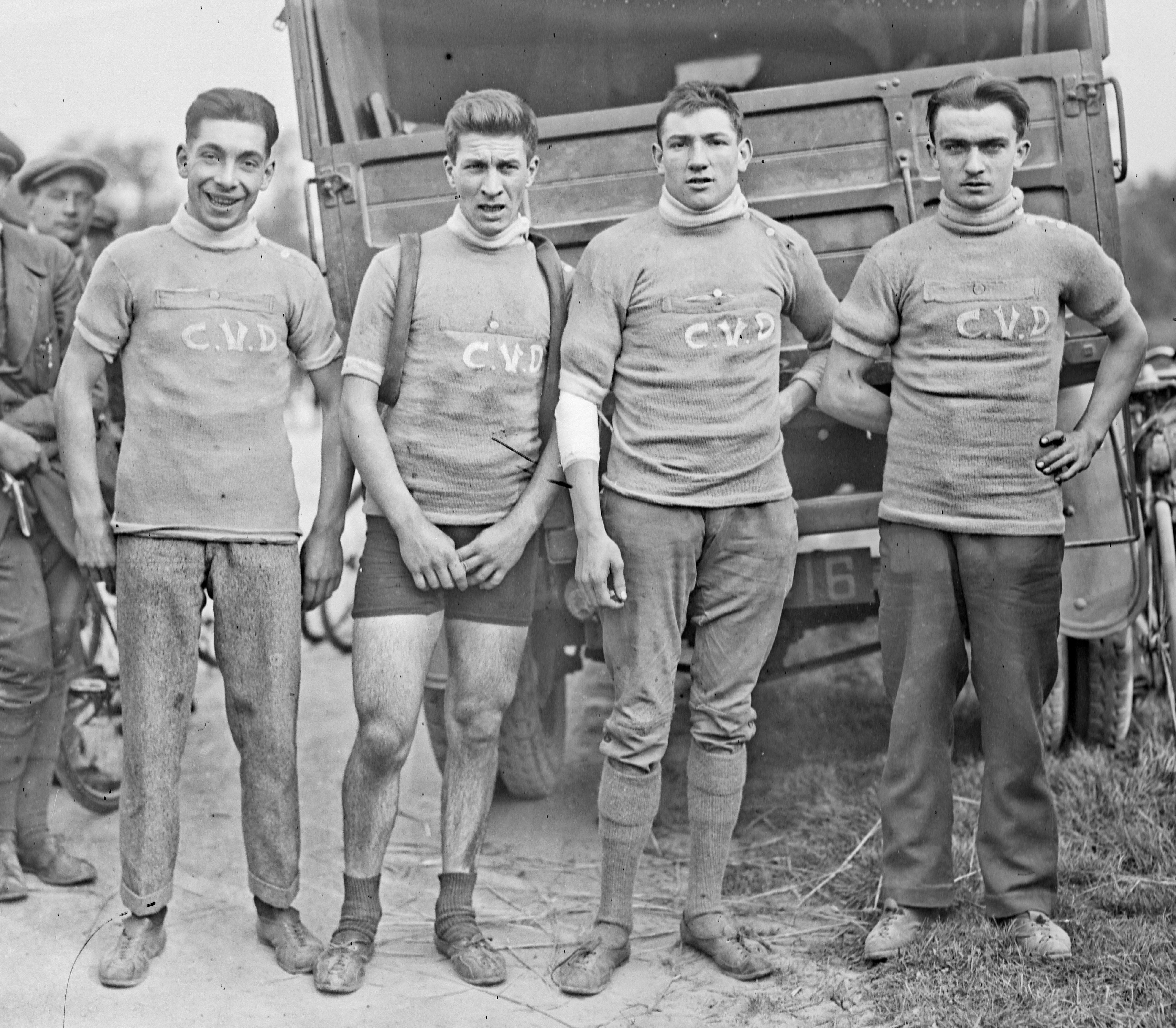
Championnat de France des sociétés, 1924

Le Club vélocipédique dionysien (CVD) est un club français de cyclisme sur route, piste et cyclo-cross fondé en 1892 à Saint-Denis  en Seine-Saint-Denis. C'est le plus vieux club cycliste de la région parisienne encore en activité. Les licenciés ont l’honneur de rouler sur le vélodrome de Saint-Denis depuis sa construction.

## Histoire
En avril 1892, un groupe de sportifs de Saint-Denis, à la tête desquels se trouve Michard père et Auguste Le Corre, se mette d'accord pour la création d'un club cycliste, dans le but de développer le cyclisme dans la région : le Club Vélocipédique Dionysien. Quelques petits succès viennent encourager les fondateurs dont celle de Steins, dans les 24 Heures de Buffalo.
Durant la première guerre mondiale, l'activité est ralentie. En 1919, le C.V.D repart de bon pied.
En 1923, le C.V.D. enlève 19 challenges sur 21 disputés.
En 1924, les jeunes prennent la seconde place du Challenge d'Honneur juniors par équipes et la seconde place également dans le Championnat de France des Sociétés. Lucien Michard se taille la part du lion et sous le maillot « bleu et blanc » s'adjuge successivement le Championnat de France militaire, le Championnat de Paris, le Championnat de France, le Championnat du monde, et devient champion olympique. La même année, Blanchonnet, formé au C.V.D, remporte également le titre de Champion Olympique amateur sur route.
En 1926, le C.V.D. enlève 17 challenges Interclubs (dont 2 officiels), se classant ainsi en tête des sociétés cyclistes de la région parisienne.
De 1925 à 1930, Le Grevés, Bertellin, Peix, Bergerioux, Hirschinger se révèlent et plus de cinquante victoires sont à l'actif du C.V.D. Le Challenge de Côte de l'U.V.F. est gagné quatre fois et au palmarès s'inscrivent le Championnat de France et le Cross International de cross cyclo-pédestre, sans compter les nombreux ville à ville, challenges et autres.
A la fin des années 1920, le Club vélocipédique dionysien, dirigé  par François Le Bescond, président de la Compagnie des transports réunis de Saint-Denis et d’Aubervilliers, construit le Vélodrome de Saint-Denis, inauguré en juillet 1928 par Lucien Michard.
Pendant  la seconde guerre mondiale, le CVD fusionne avec le VC Saint-Denis, formant l'Olympique Saint-Denis.
Après la seconde guerre mondiale, Il devient la section cycliste de Saint-Denis Union Sports (CVD-SDUS / Cyclisme) pour revenir quelques décennies  plus tard à son nom originel : le Club Vélocipédique dionysien.

## Présidents
- 1892 : Auguste Le Corre[3]
- 1895 : Sez[11]
- 1907 : Vergnes[12]
- 1928 : François Le Bescond (Président d'honneur)
- 1928-1934 : Louis Besançon[5],[13]
- 1938-1940 : Auguste Le Corre[4]
- 1976 : Jacques Bouldoires
- 2012 : Charles Nanteuil
- 2018 : Janine Daniel

## Coureurs ayant couru sous les couleurs du CVD
- Henri Bergerioux (1925-1930)
- Hilaire Bertellin[note 2] (1928-1938)[14],[15]
- Armand Blanchonnet (1923)[16]
- Henri Deconinck
- Marcel Duc (1931)
- Lucien Faucheux
- Pierre Hirschinger (1927-1929)[17],[18]
- Fernand Le Drogo (1930)[19]
- René Le Grevès (1930)
- Charles Loew (en)
- Jules Merviel (1925, puis 1930[20])
- Lucien Michard
- Robert Oubron  (1938)[3]
- Roger Peix[14],[21]
- Charles Rampelberg [22]
- Jean Raynal

## Palmarès
- Championnat de France des sociétés (contre-la-montre par équipe) : 1929[23] et 1930[24],[25],[5], 2e en 1923, 1924, 1925, 1926[26],[6] et 1931, 3e en 1928[27],[14].
- Championnat de France des sociétés de cross cyclo-pédestre : 1930[28],[29]
- Championnat de France de vitesse des sociétés : 1952[30]
- Challenge de côte de l’U.V.F. : 1926[31], 1928[32], 1929[22], 1930[33]
- 1e de la 4e catégorie des Challenges régionaux : 1926
- Challenge d’honneur (juniors) : 1928[14], 1929[34] et 1930[35],[5], 2e en 1923, 1924, 1926
- 2e du Challenge d’honneur (seniors) 1925, 3e en 1929[34], déclassé en 1930[5]
- 2e du Challenge Riguelle 1923, 1924, 1925
- Challenge Fernand Laurent (Critérium des Comingmen ) : 1928[36]

## Courses organisées
- Grand Prix de Saint-Denis  (route)
- Grand Prix de vitesse du CVD organisé chaque année.
- Prix Pasbecq (cyclo-cross)
- Critérium de Paris-Sportif
- Saint-Denis-Creil
- Auvers-Méru-Auvers
- Paris-Epernay 1929
- Paris-Saint-Quentin 1931